# لیز ساریان
لیز ساریان (ارمنی: Լիզ Սարյան) یک خواننده اپرا فرانسوی ارمنی‌تبار است.

## زندگی‌نامه
والدین وی از نجات‌یافتگان نسل‌کشی ارمنی‌ها می‌باشند.
نخستین کنسرت ساریان در سال ۱۹۸۴ در مجموعه کارن دمیرچیان در ایروان ارمنستان برگزار شد. در سال ۲۰۰۹ کنسرت‌هایی تحت عنوان «For You, Armenia» در تالار اپرای ایروان، گیومری و استپاناکرت اجرا نمود که به مناسبت ۸۵مین سالگرد تولد خواننده سرشناس ارمنی-فرانسوی، شارل آزناوور به وی تقدیم شد.